# Leptasterias littoralis
Leptasterias littoralis is een zeester uit de familie Asteriidae.
De wetenschappelijke naam van de soort werd in 1853 gepubliceerd door William Stimpson.